# Rennemoulin
Rennemoulin est une commune française située dans le département des Yvelines en région Île-de-France.
Ses habitants sont appelés les Rennemoulinois.

## Géographie

### Situation
La commune de Rennemoulin se situe au milieu de la plaine de Versailles, à 10 km environ à l'ouest de Versailles. Le territoire est constitué d'un plateau dénudé à environ 115 mètres d'altitude, entaillé par la vallée du ru de Gally qui le traverse d'est en ouest et le village se trouve dans un petit vallon qui fait face à l'ouest.

### Communes limitrophes
Les communes limitrophes sont Noisy-le-Roi au nord-est, Fontenay-le-Fleury au sud-est et Villepreux à l'ouest.

### Voies de communication et transports

#### Réseau routier
Elle est desservie par la route départementale 161 qui la relie à Noisy-le-Roi vers le nord et à Villepreux vers l'ouest.

#### Bus
La commune est desservie par la ligne 20 du réseau de bus de Saint-Quentin-en-Yvelines et par la ligne 172 du réseau de bus Centre et Sud Yvelines.

### Occupation des solssimplifiée
Le territoire de la commune se compose en 2017 de 93,3 % d'espaces agricoles, forestiers et naturels, 3,28 % d'espaces ouverts artificialisés et 3,42 % d'espaces construits artificialisés.

### Climat
Pour des articles plus généraux, voir Climat de l'Île-de-France et Climat des Yvelines.
En 2010, le climat de la commune est de type climat océanique dégradé des plaines du Centre et du Nord, selon une étude du CNRS s'appuyant sur une série de données couvrant la période 1971-2000. En 2020, Météo-France publie une typologie des climats de la France métropolitaine dans laquelle la commune est exposée à un climat océanique altéré et est dans la région climatique Sud-ouest du bassin Parisien, caractérisée par une faible pluviométrie, notamment au printemps (120 à 150 mm) et un hiver froid (3,5 °C).
Pour la période 1971-2000, la température annuelle moyenne est de 11,2 °C, avec une amplitude thermique annuelle de 14,8 °C. Le cumul annuel moyen de précipitations est de 674 mm, avec 10,8 jours de précipitations en janvier et 7,7 jours en juillet. Pour la période 1991-2020, la température moyenne annuelle observée sur la station météorologique la plus proche, située sur la commune de Trappes à 7 km à vol d'oiseau, est de 11,6 °C et le cumul annuel moyen de précipitations est de 686,3 mm,. Pour l'avenir, les paramètres climatiques de la commune estimés pour 2050 selon différents scénarios d'émission de gaz à effet de serre sont consultables sur un site dédié publié par Météo-France en novembre 2022.

## Urbanisme

### Typologie
Au 1er janvier 2024, Rennemoulin est catégorisée commune rurale à habitat dispersé, selon la nouvelle grille communale de densité à sept niveaux définie par l'Insee en 2022.
Elle est située hors unité urbaine. Par ailleurs la commune fait partie de l'aire d'attraction de Paris, dont elle est une commune de la couronne,. Cette aire regroupe 1 929 communes,.

## Toponymie
Le nom de la localité est attesté sous les formes Reino moulin ou Reine moulin en 1196, Ranæ molendinum en 1208, Regne moulin en 1286, Resne molin, Rene molin.
Rennemoulin tire son existence du développement des moulins à eau sur le rû de Gally. Au XVe siècle il comprenait encore deux moulins à eau. 
Le nom de « Rennemoulin » vient de Areine Moulin (en langue d'oïl), qui désignait un moulin implanté sur le ru de Gally, et appartenant à une famille au nom germanique Raganus ou Rainu.

## Histoire
Le village s'est constitué dès le XIIIe siècle autour du moulin et du prieuré Saint-Nicolas dont il ne reste plus que la chapelle.
L'église date du XIVe siècle.
Rennemoulin a été englobée au XVIIIe siècle dans le grand parc de Versailles.
Le domaine du prieuré Saint-Nicolas a été acquis par l'Institut Pasteur en 1919 pour y accueillir des animaux destinés à la recherche médicale.

## Politique et administration

La Communauté d'agglomération Versailles Grand Parc dans le département des Yvelines. La commune de Bièvres, située dans l'Essonne, est en violet.

### Rattachements administratifs et électoraux
Depuis la Révolution française jusqu’à la loi du 10 juillet 1964, la commune faisait partie du département de Seine-et-Oise. Le redécoupage des anciens départements de la Seine et de Seine-et-Oise fait que la commune appartient désormais au département des Yvelines et son arrondissement de Saint-Germain-en-Laye à la suite d'un transfert administratif effectif le 1er janvier 1968. Le 1er janvier 2017, la commune est rattachée à l'arrondissement de Versailles.
Pour l'élection des députés, elle fait partie de la troisième circonscription des Yvelines.

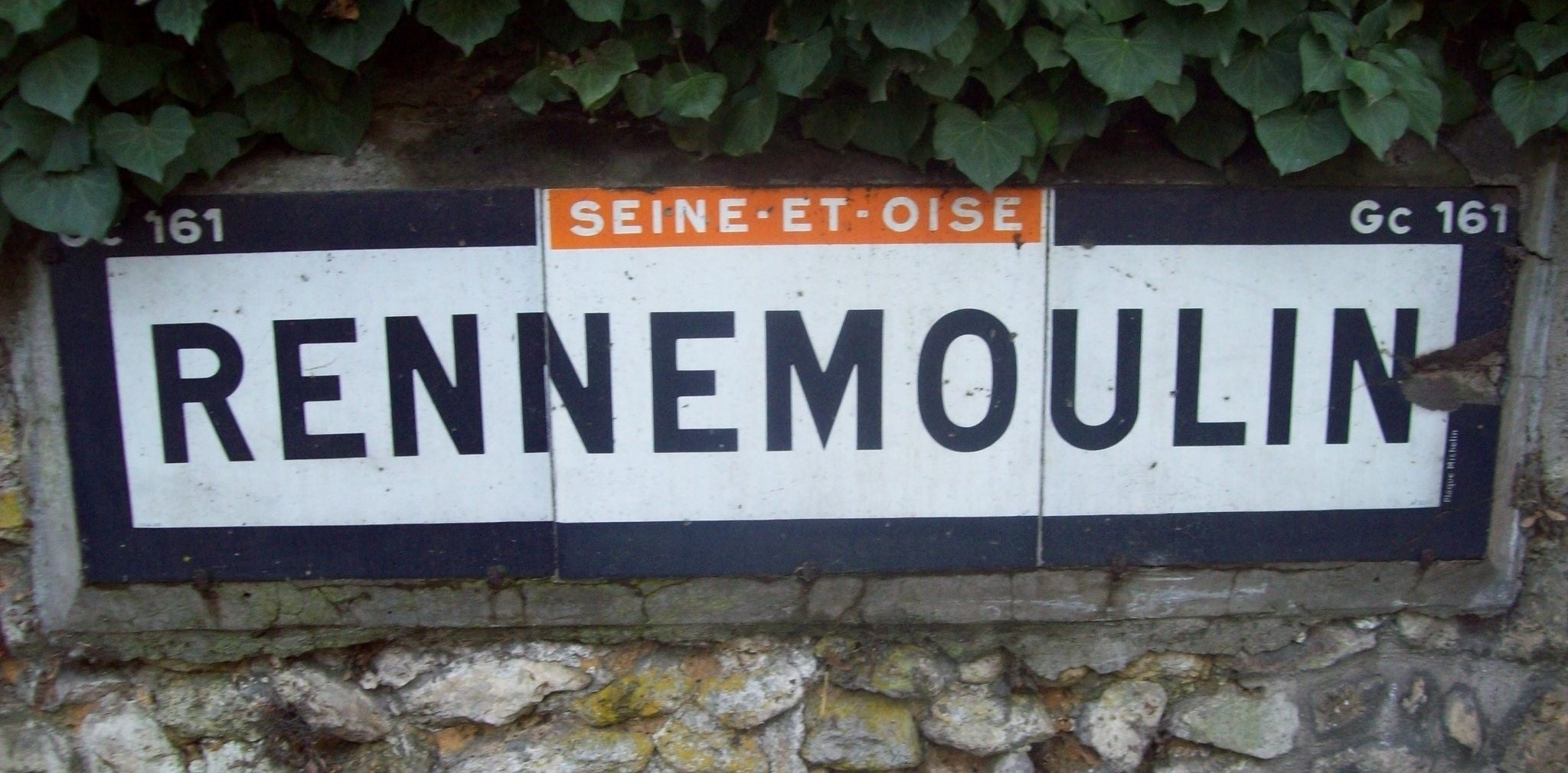
Ancien panneau d'agglomération mentionnant l'ancien département de Seine-et-Oise.

Elle faisait partie depuis 1793 du canton de Marly-le-Roi de Seine-et-Oise. Dans le cadre de la mise en place du département des Yvelines, la commune intègre le canton de Saint-Nom-la-Bretèche, puis le canton de Saint-Cyr-l'École lors du redécoupage cantonal de 2014 en France.

### Intercommunalité
La commune est membre de la Communauté d'agglomération Versailles Grand Parc (CAVGP), créée sous forme de communauté de communes fin 2002, et transformée en communauté d'agglomération en 2010.

### Politique locale
Le 15 novembre 2006, le conseil municipal a été dissous en Conseil des ministres. Un nouveau conseil municipal a été élu le 10 décembre 2006 pour la durée du mandat restant à courir jusqu'aux élections municipales suivantes. Le 15 décembre 2006, Arnaud Hourdin a été élu maire.

### Liste des maires
| Période                                  | Période        | Identité          | Étiquette | Qualité                          |
| ---------------------------------------- | -------------- | ----------------- | --------- | -------------------------------- |
| Les données manquantes sont à compléter. |                |                   |           |                                  |
| avant mai 1925                           | après mai 1925 | M. Manuel         |           |                                  |
|                                          |                |                   |           |                                  |
| avant 1995                               | ?              | Jacqueline Giraud | DVD       |                                  |
| 2001                                     | 2006           | Michel Sievert    |           |                                  |
| décembre 2006                            | En cours       | Arnaud Hourdin    | SE        | Cadre supérieur du secteur privé |

## Population et société

### Démographie

#### Évolution démographique
L'évolution du nombre d'habitants est connue à travers les recensements de la population effectués dans la commune depuis 1793. Pour les communes de moins de 10 000 habitants, une enquête de recensement portant sur toute la population est réalisée tous les cinq ans, les populations de référence des années intermédiaires étant quant à elles estimées par interpolation ou extrapolation. Pour la commune, le premier recensement exhaustif entrant dans le cadre du nouveau dispositif a été réalisé en 2005.

En 2022, la commune comptait 107 habitants, en évolution de −4,46 % par rapport à 2016 (Yvelines : +2,72 %, France hors Mayotte : +2,11 %).
| 1793 | 1800 | 1806 | 1821 | 1831 | 1836 | 1841 | 1846 | 1851 |
| ---- | ---- | ---- | ---- | ---- | ---- | ---- | ---- | ---- |
| 101  | 76   | 82   | 78   | 79   | 74   | 65   | 78   | 65   |

| 1856 | 1861 | 1866 | 1872 | 1876 | 1881 | 1886 | 1891 | 1896 |
| ---- | ---- | ---- | ---- | ---- | ---- | ---- | ---- | ---- |
| 69   | 60   | 54   | 49   | 76   | 80   | 74   | 69   | 81   |

| 1901 | 1906 | 1911 | 1921 | 1926 | 1931 | 1936 | 1946 | 1954 |
| ---- | ---- | ---- | ---- | ---- | ---- | ---- | ---- | ---- |
| 74   | 68   | 76   | 84   | 90   | 116  | 108  | 115  | 122  |

| 1962 | 1968 | 1975 | 1982 | 1990 | 1999 | 2005 | 2006 | 2010 |
| ---- | ---- | ---- | ---- | ---- | ---- | ---- | ---- | ---- |
| 126  | 101  | 107  | 114  | 122  | 128  | 139  | 137  | 111  |

| 2015 | 2020 | 2022 | - | - | - | - | - | - |
| ---- | ---- | ---- | - | - | - | - | - | - |
| 112  | 112  | 107  | - | - | - | - | - | - |

#### Pyramide des âges
En 2018, le taux de personnes d'un âge inférieur à 30 ans s'élève à 29,5 %, soit en dessous de la moyenne départementale (38 %). À l'inverse, le taux de personnes d'âge supérieur à 60 ans est de 29,4 % la même année, alors qu'il est de 21,7 % au niveau départemental.
En 2018, la commune comptait 55 hommes pour 55 femmes, soit un taux de 50,00 % de femmes, légèrement inférieur au taux départemental (51,32 %).
Les pyramides des âges de la commune et du département s'établissent comme suit.
| Hommes | Classe d’âge | Femmes |
| ------ | ------------ | ------ |
| 1,8    | 90 ou +      | 0,0    |
| 8,9    | 75-89 ans    | 5,4    |
| 25,0   | 60-74 ans    | 17,9   |
| 28,6   | 45-59 ans    | 23,2   |
| 12,5   | 30-44 ans    | 17,9   |
| 12,5   | 15-29 ans    | 14,3   |
| 10,7   | 0-14 ans     | 21,4   |

| Hommes | Classe d’âge | Femmes |
| ------ | ------------ | ------ |
| 0,6    | 90 ou +      | 1,4    |
| 6      | 75-89 ans    | 7,8    |
| 13,5   | 60-74 ans    | 14,8   |
| 20,7   | 45-59 ans    | 20,1   |
| 19,6   | 30-44 ans    | 19,9   |
| 18,5   | 15-29 ans    | 16,8   |
| 21,2   | 0-14 ans     | 19,2   |

## Économie
- Commune rurale et tertiaire.

## Culture locale et patrimoine

### Lieux et monuments
- Le fort Loupé de 1914[27], qui est un bunker souterrain situé en plein champ
- Chapelle Saint-Nicolas, du XIIe siècle, ancienne église paroissiale, désacralisée en 1793 lors de la Révolution française et transformée en grange au sein du domaine acquis en 1919 par l'Institut Pasteur et rénovée avec l'aide de la Fondation du patrimoine et le mécénat de l'institut Pasteur et d'autres entreprises, ainsi que des subventions du Département et de l'intercommunalité.

Après une messe au printemps 2017, la chapelle, rachetée par la commune, est transformée en espace polyvalent destiné à accueillir cultes, séminaires, concerts et mariages.
- Lavoir Saint-Nicolas (XIIIe siècle), contigu à un oratoire dédié à saint Nicolas.

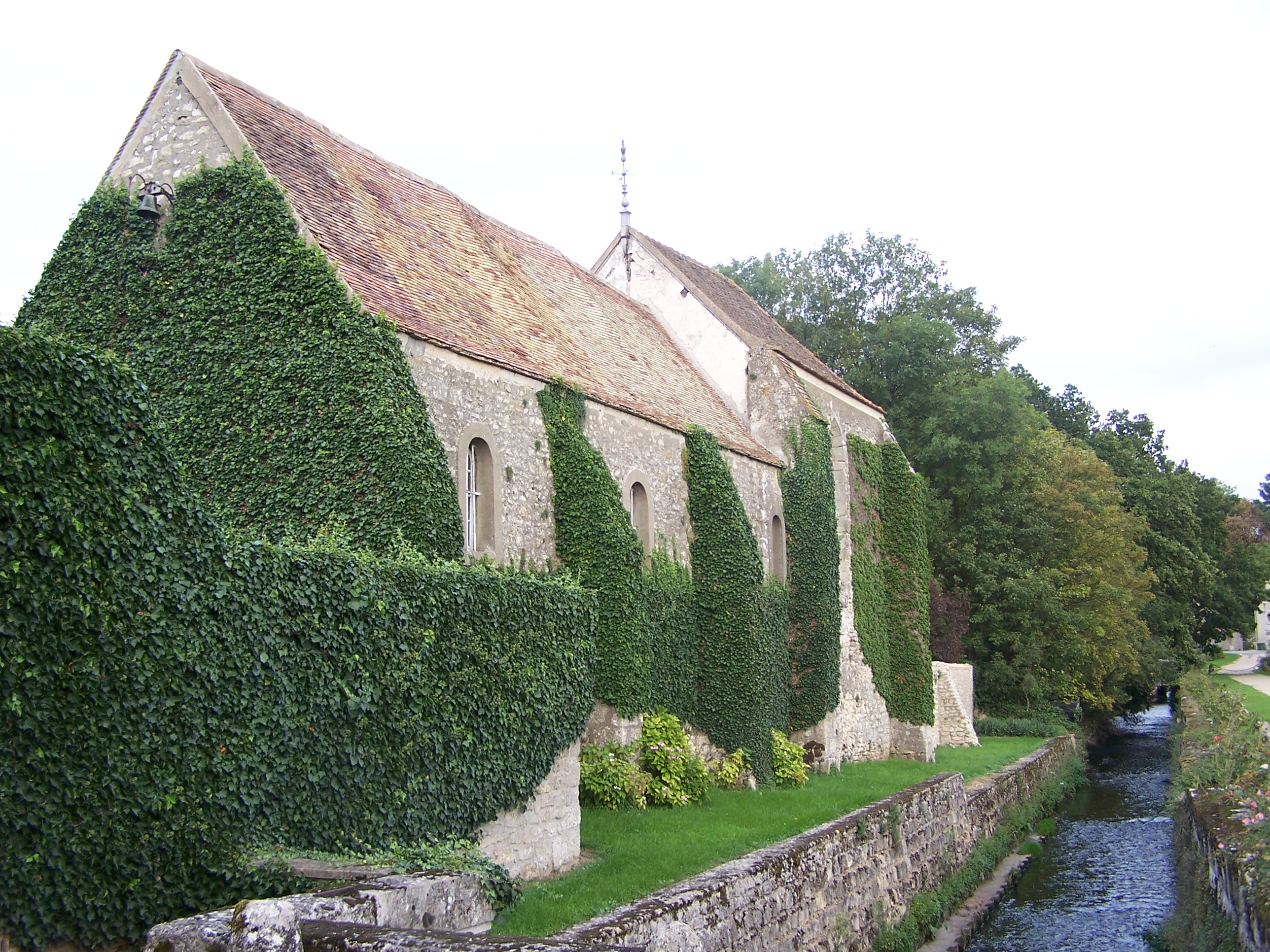
La chapelle Saint-Nicolas.
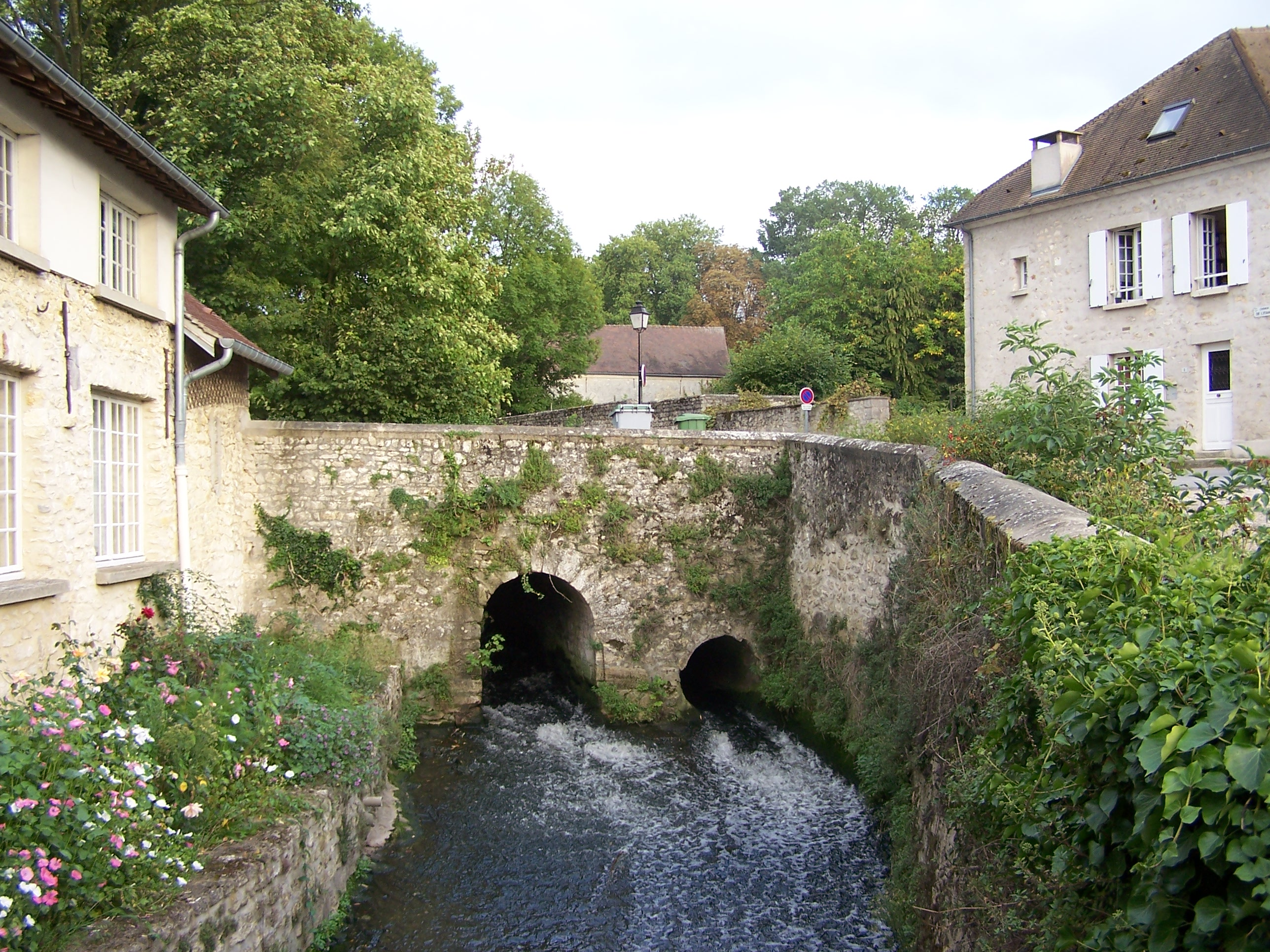
Le ru de Gally dans le village.
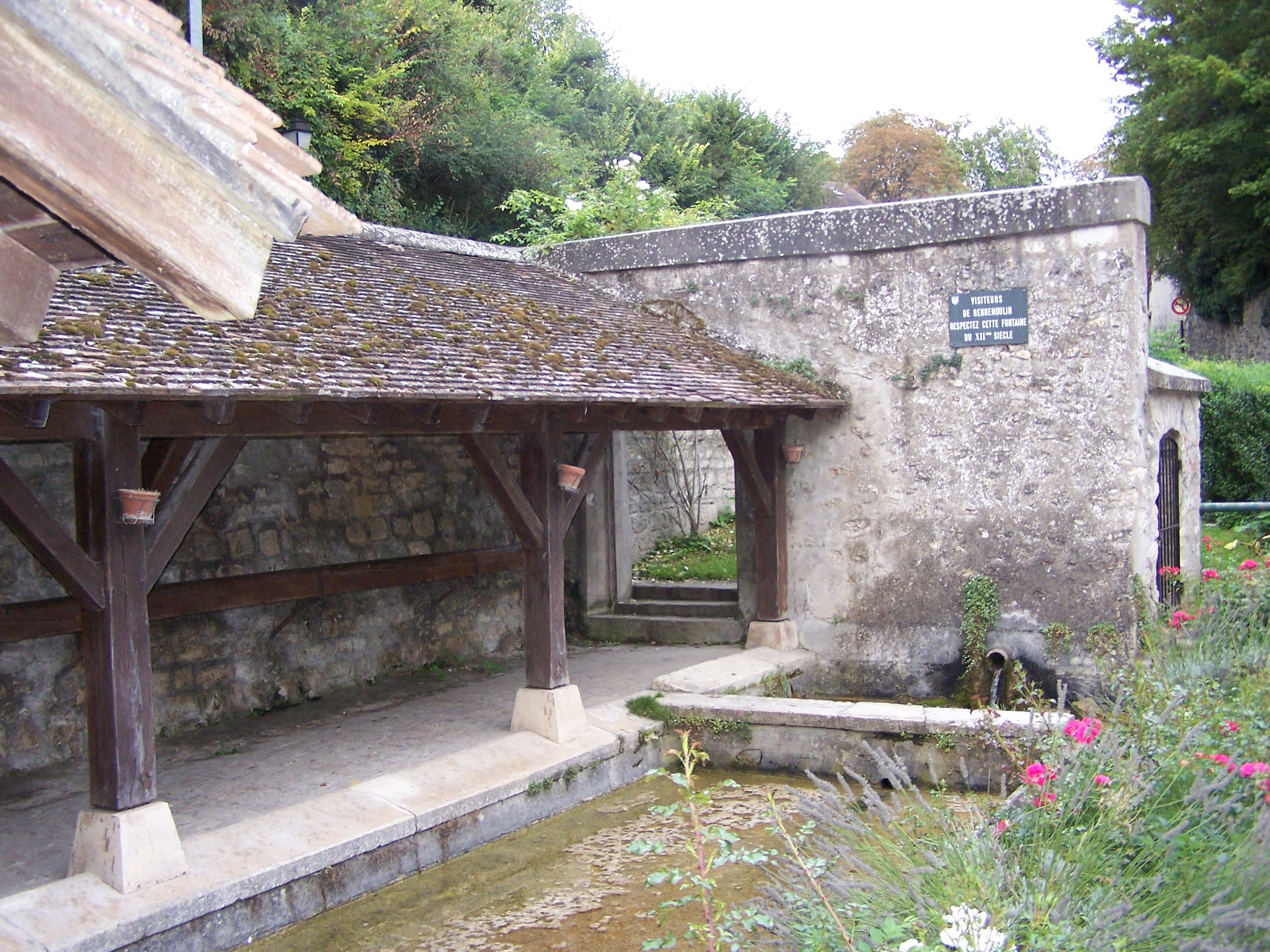
Le lavoir Saint-Nicolas.
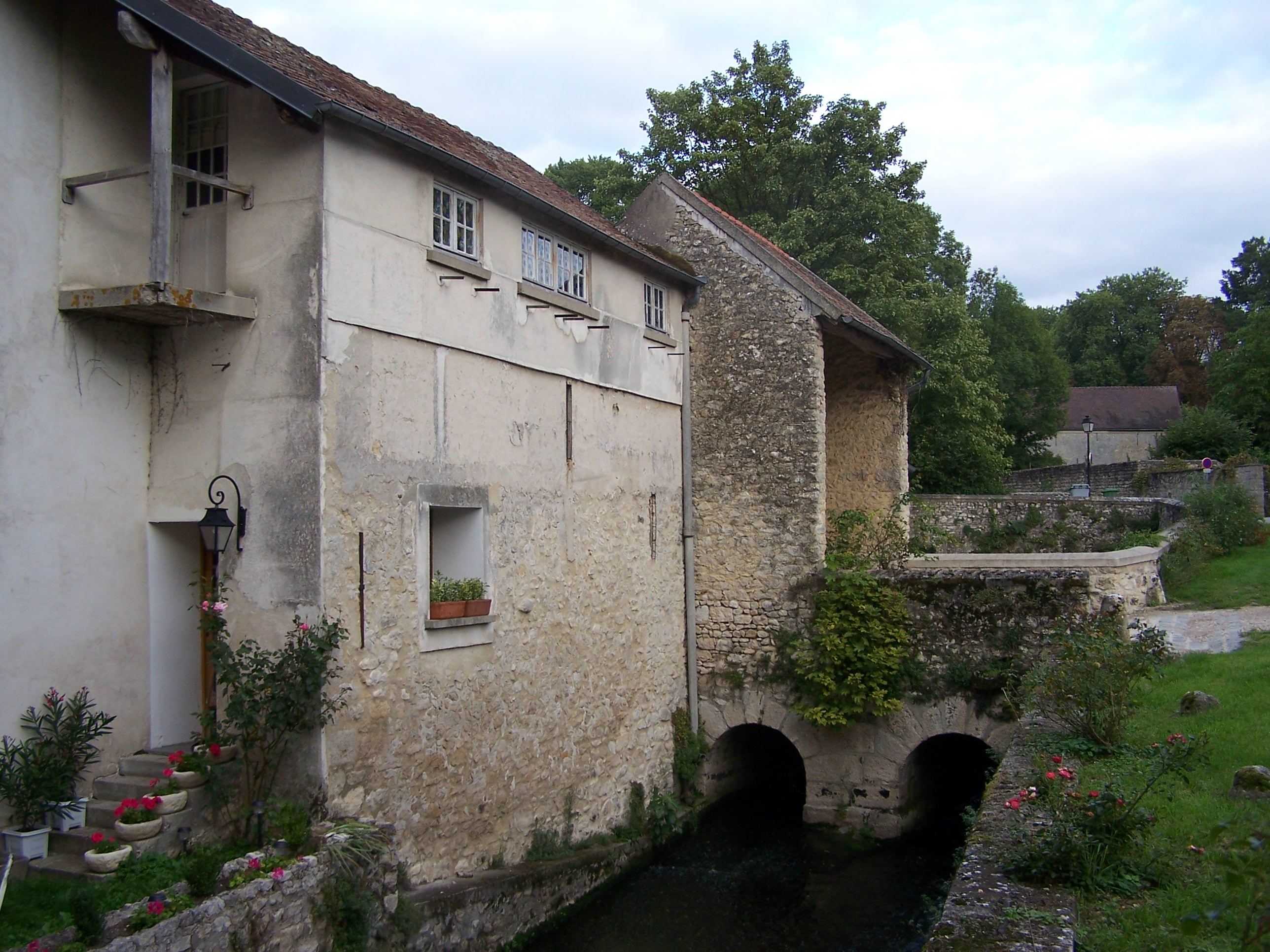
Ancien moulin sur le ru de Gally.
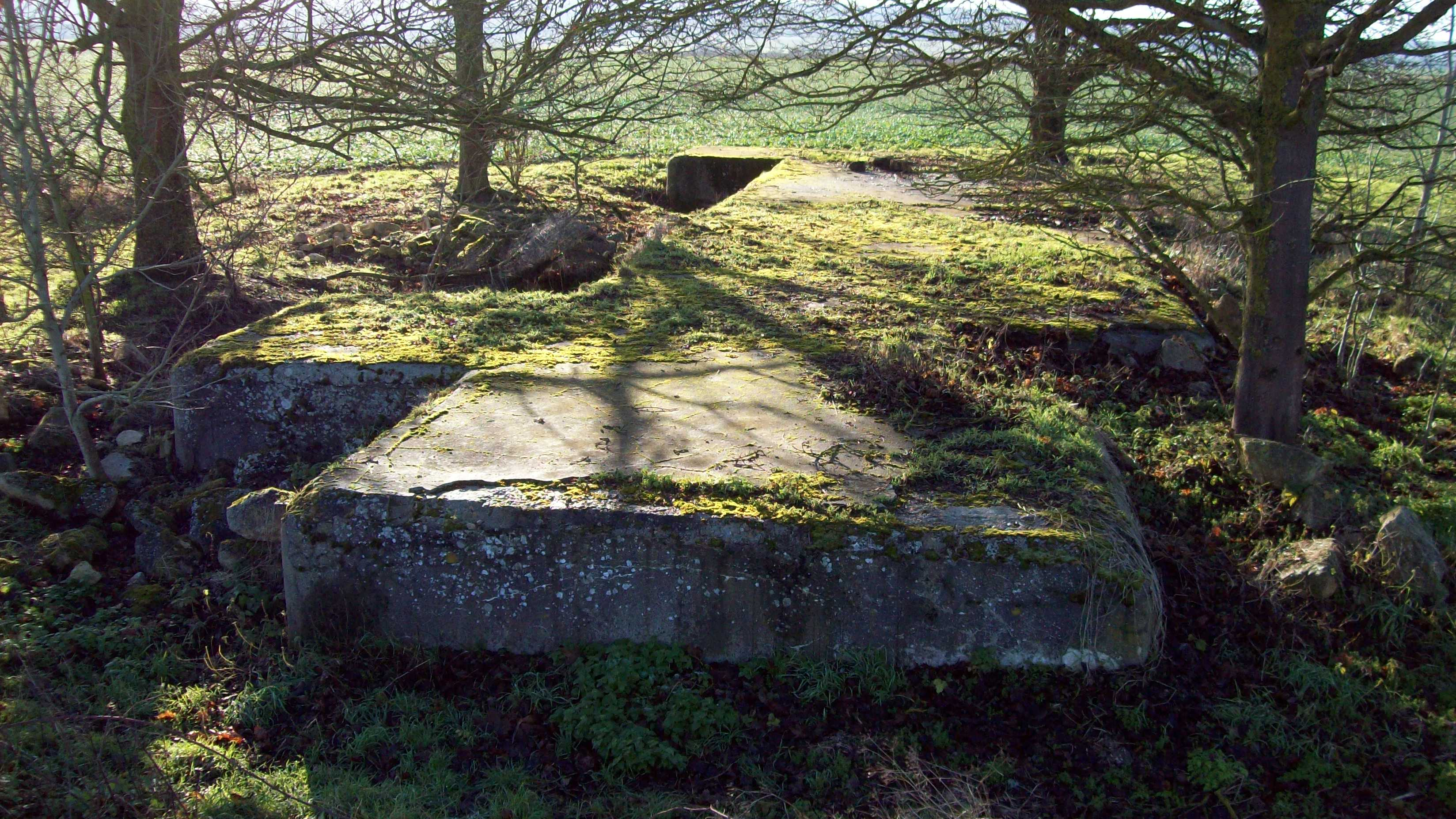
Le bunker appelé « Fort Loupé ».

### Héraldique
| Blason de Rennemoulin | Blason  | D'azur à la fasce ondée d'argent accompagnée en chef d'une roue à aubes d'or en issant et en pointe d'une rainette nageant de même. |
| Blason de Rennemoulin | Détails | Le statut officiel du blason reste à déterminer.                                                                                    |